# Vernachlässigter Walch
Der Vernachlässigte Walch (Aegilops neglecta), auch Übersehener Walch genannt, ist eine Pflanzenart aus der Gattung Walch (Aegilops) innerhalb der Familie der Süßgräser (Poaceae).

## Beschreibung

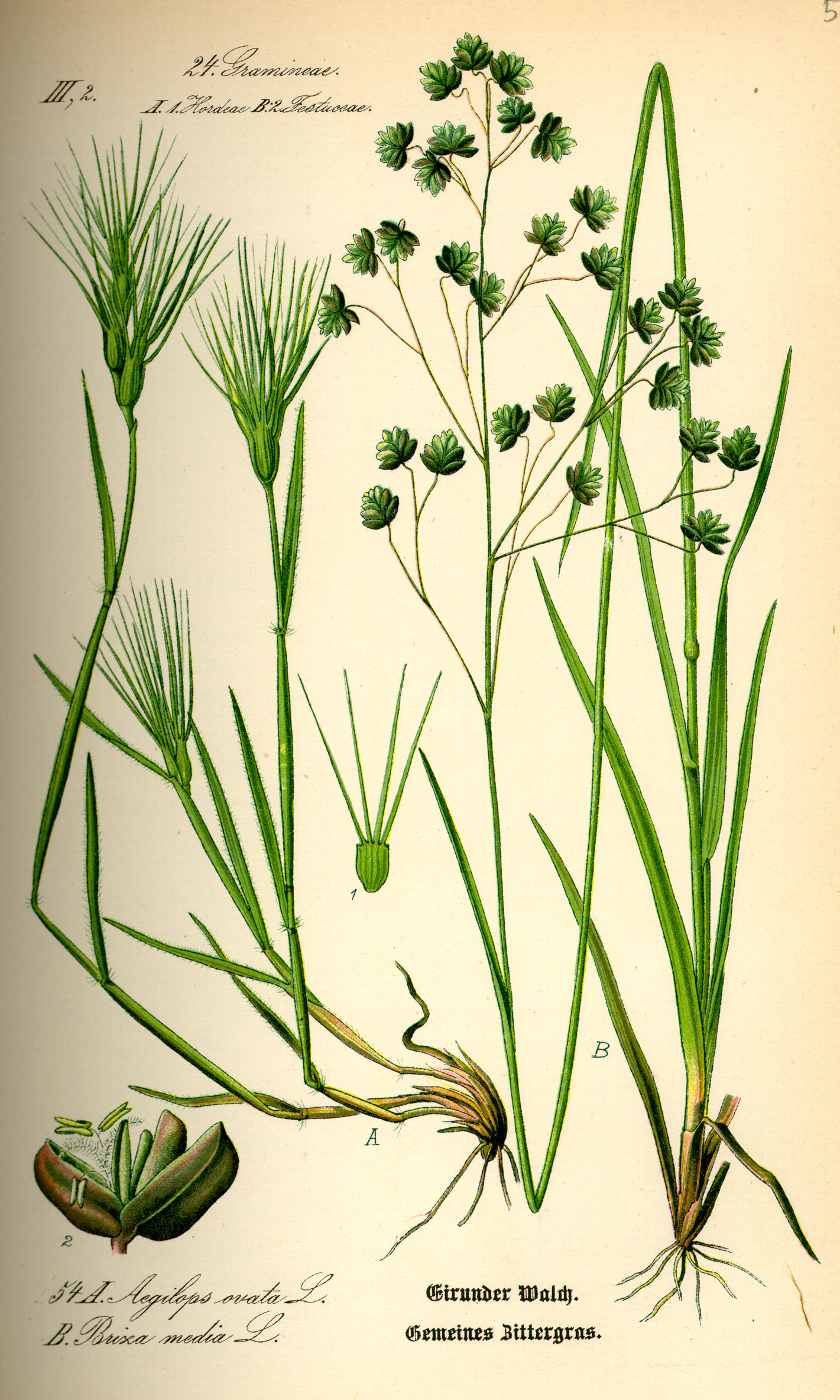
Illustration: Vernachlässigter Walch (Aegilops neglecta, links), Gewöhnliches Zittergras (Briza media, rechts)

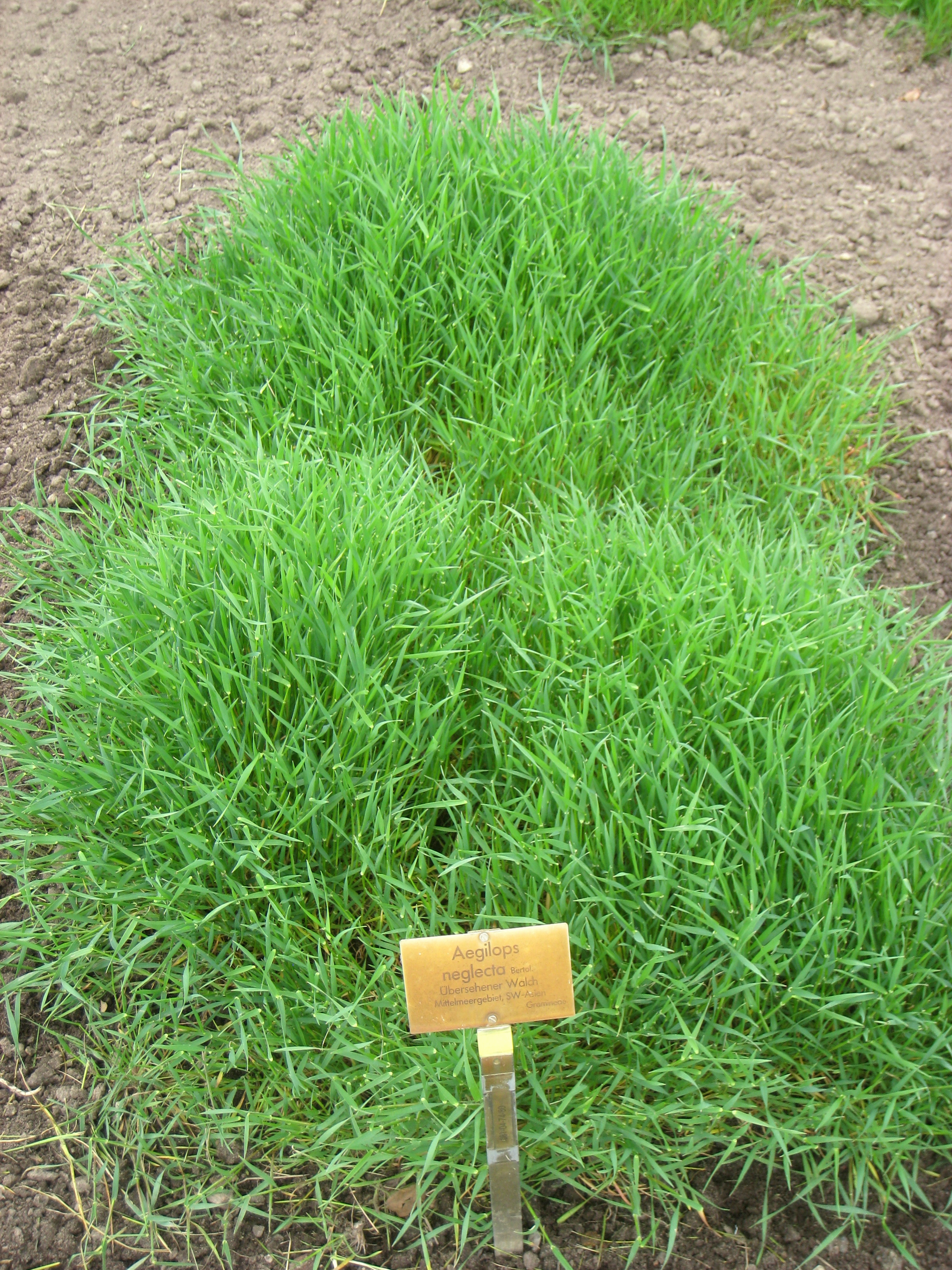
Habitus und Laubblätter vor der Bildung der Blütenstände

### Vegetative Merkmale
Der Vernachlässigte Walch wächst als einjährige krautige Pflanze und erreicht Wuchshöhen von 10 bis 45 Zentimetern. Er wächst in dichten Büscheln. Die Halme stehen aufrecht oder gekniet-aufsteigend.
Die wechselständig am Halm angeordneten Laubblätter sind in Blattscheide und Blattspreite gegliedert. Die Blattscheide ist etwas aufgeblasen und mehr oder weniger kahl oder die unteren etwas behaart. Die einfache Blattspreite ist 2 bis 3 Millimeter breit, flach und behaart.

### Generative Merkmale
Die Blütezeit reicht von April bis Juni. Der endständige, ährige Blütenstand ist (ohne die Grannen) 1 bis 3,5 Zentimeter lang und eiförmig. Der ährige Blütenstand ist über den zwei am Rücken gerundeten fruchtbaren Ährchen plötzlich zusammengezogen und fast linealisch in ein oder zwei sterile, etwas entfernt stehende Ährchen übergehend. Am Grunde des ährigen Blütenstandes stehen zwei oder drei verkümmerte winzige Ährchen. Die Hüllspelzen der fruchtbaren Ährchen enden in zwei oder drei etwa gleich langen Grannen, die Grannen der Deckspelzen sind deutlich kürzer.
Die Chromosomenzahl beträgt 2n = 28 oder 42.

## Vorkommen
Aegilops neglecta ist vom Mittelmeerraum über Westasien bis Zentralasien verbreitet. Ist gibt Fundortangaben für Marokko, Algerien, Tunesien, Portugal, Spanien, Frankreich, Italien, Slowenien, die Balkanhalbinsel, Bulgarien, Rumänien, die Krim, die Türkei, Syrien, Israel, Irak, Iran, den Kaukasusraum und Turkmenistan. In den Vereinigten Staaten ist er ein Neophyt.
Der Vernachlässigte Walch gedeiht auf Brachland, in der Garigue und in lichten Wäldern.

## Taxonomie und Systematik
Die Erstbeschreibung von Aegilops neglecta erfolgte 1834 durch Antonio Bertoloni in Flora Italiana, ... Band 1, S. 787. Bertoloni hatte aber den Namen von Esprit Requien übernommen, der ihn aber nicht veröffentlicht hat. Synonyme für Aegilops neglecta Req. ex Bertol. sind: Aegilops ovata auct., Aegilops triaristata Willd., Aegilops contracta (Eig) H.Scholz, Aegilops ovata subsp. biuncialis (Vis.) Anghel & Beldie, Triticum ovatum var. triaristatum Asch. & Graebn., Triticum neglectum (Req. ex Bertol.) Greuter, Triticum ovatum (L.) Raspail.
Man kann 2 Unterarten unterscheiden:
- Aegilops neglecta subsp. neglecta:
- Aegilops neglecta subsp. recta (Zhuk.) Hammer: Sie kommt in Marokko und in Algerien vor.[7]

## Weiterführende Literatur
- M. W. van Slageren: Wild wheats: a monograph of Aegilops L. and Amblyopyrum (Jaub. & Spach) Eig., Agric. Univ. Wageningen Pap. 94-7, 1994, S. 1–512.

- Karte mit allen verlinkten Seiten:
- OSM |
- WikiMap